# Babinga (peuple)
Pour les articles homonymes, voir Babinga.
Les Babinga forment un groupe de Pygmées vivant dans le nord-est de la République du Congo, dans le sud-ouest de la République centrafricaine, dans le sud du Cameroun, dans une partie du Gabon ainsi qu'en République démocratique du Congo.

## Ethnonymie
Selon les sources, on observe plusieurs variantes : Babenga, Babingas, Bambenga, Biaka, Mbinga, Yadinga.

## Histoire
Ils sont originaires de la forêt tropicale humide, dans une région qui se trouve aujourd'hui en République du Congo, mais par la suite ils ont migré vers une dizaine d'autres pays proches.

## Population
Leur nombre a été estimé à 35 000.
Ce sont le plus souvent des chasseurs, des cueilleurs et des potiers.

### Discographie
- Centrafrique : Pygmées Babinga, Bagandou, Bofi, Isongo (enregistrements, texte et photos réalisés par Charles Duvelle), Phillips, Kora Sons, 1999, 1 CD (47’ 07) + 1 brochure

### Filmographie
- Le Dernier des Babingas, court métrage de David-Pierre Fila, République du Congo, Films Bantous/Quinte Flush, 1990, 20'